# اردوگاه کار اجباری تراونیکی
اردوگاه کار اجباری تراونیکی از جمله اردوگاه‌های کار اجباری آلمان نازی در لهستان اشغالی بود که در جریان جنگ جهانی دوم در روستای تراونیکی در ۴۰ کیلومتری جنوب شرقی لوبلین قرار داشت. در طی دوره عملیاتی خود، این اردوگاه عملکردی دوگانه داشت و به کمینه سه منطقه مجزا تقسیم شده بود.
اردوگاه تراونیکی نخست برای نگهداری اسیران جنگی شوروی که در جریان عملیات بارباروسا اسیر شده بودند ایجاد شد و خطوط راه‌آهن از همه مناطق قلمرو دولت عمومی به آن راه داشتند. میان سالهای ۱۹۴۱ و ۱۹۴۴، اردوگاه به مرکز آموزشی اس‌اس برای پلیس‌های کمکی همدست، اغلب اوکراینی، گسترش یافت.
در سال ۱۹۴۲، هزاران یهودی زندانی در سامانه اردوگاه کار اجباری مایدانک نیز برای کار اجباری به تراونیکی آورده شدند.  زندانیان یهودی تراونیکی به بردگی گرفته می‌شدند ودر شرایط وحشتناک با غذای کم کار می‌کردند.
تا ۱۹۴۳، تعداد ۱۲٬۰۰۰ یهودی در تراونیکی زندانی بودند و به مرتب کردن پوشاک‌هایی که از مکان‌های هولوکاست می‌رسیدند مشغول بودند. همه آنها در جریان عملیات جشن برداشت در تاریخ ۳ نوامبر ۱۹۴۳ توسط واحدهای کمکی موسوم به مردان تراونیکی مستقر در همان مکان و با کمک گردان پلیس ذخیره ۱۰۱ از اورپو کشته شدند. 
نخستین فرمانده اردوگاه هرمان هوفله بود که بعدها جایش را به کارل اشترایبل داد.

## عملیات اردوگاه کار اجباری
اردوگاه نازی‌ها در تراونیکی اولین بار در ژوئیه ۱۹۴۱ برای نگهداری اسرای جنگی که در عملیات بارباروسا، تهاجم آلمان به اتحاد جماهیر شوروی، دستگیر شده بودند، تأسیس شد. سربازخانه‌های جدید پشت حصار سیم خاردار توسط خود زندانیان ساخته شد. 
در سال ۱۹۴۲ اردوگاه گسترش یافت تا شامل SS کار اجباری برای یهودیان لهستانی از سراسر دولت عمومی شود. در عرض یک سال، تحت مدیریت Gauleiter اودیلو گلوبوکنیک، اردوگاه شامل تعدادی کارگاه‌های کار اجباری مانند کارخانه فرآوری پوست (Pelzverarbeitungswerk)، کارخانه برس‌سازی (Bürstenfabrik)، تکمیل موی برس (Borstenzurichterei) و شعبه جدید Das Torfwerk در دوروخوچا شد.
یهودیانی که از ژوئن ۱۹۴۲ تا مه ۱۹۴۴ به عنوان کارگران برده برای تلاش جنگی آلمان در آنجا کار می‌کردند، از گتوی ورشو و همچنین گتوهای ترانزیتی منتخب در سراسر اروپا (آلمان، اتریش، اسلواکی) تحت عملیات راینهارد آورده شده بودند و از سپتامبر ۱۹۴۳ به عنوان بخشی از سیستم اردوگاه‌های فرعی اردوگاه کار اجباری مایدانک مانند اردوگاه کار اجباری پونیاتووا و چندین اردوگاه دیگر.

## اردوگاه آموزشی تراونیکی
از سپتامبر ۱۹۴۱ تا ژوئیه ۱۹۴۴، این تأسیسات به عنوان پایگاه آموزشی کامل با اتاق‌های غذاخوری و خوابگاه‌ها برای شوتزمان‌شافت جدید که از اردوگاه‌های اسیران جنگی برای خدمت در قلمرو دولت عمومی آلمان نازی استخدام شده بودند، خدمت می‌کرد. کارل استریبل، فرمانده اردوگاه، و افسرانش مردان اوکراینی، لتونیایی و لیتوانیایی را که قبلاً با سلاح‌های گرم آشنا بودند، ترغیب می‌کردند که به ابتکار خودشان داوطلب شوند. مجموعاً ۵۰۸۲ نفر در تراونیکی برای خدمت در گردان‌های Sonderdienst آلمانی تا پایان سال ۱۹۴۴ آماده شدند – در مقابل اردوگاه یهودیان متروکه که با یک حصار داخلی جدا شده بود.

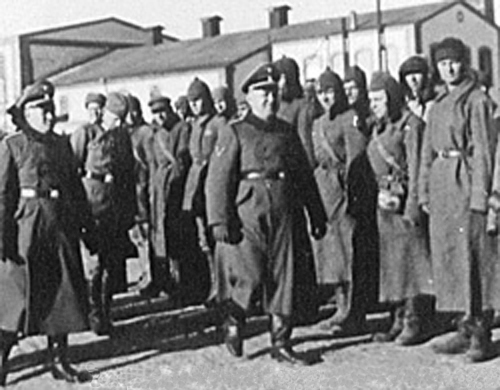
گروهی از مردان تراونیکی در میدان آموزش اردوگاه (برخی هنوز کلاه‌های بودیونوفکای شوروی خود را به سر دارند)، در حال بازرسی توسط کارل اشتریبل (در مرکز)

اگرچه اکثریت مردان تراونیکی (یا Hiwis) از میان اسیران جنگی اوکراینی که داوطلب شده بودند، آمده بودند، اما در میان آنها فولکس‌دویچه از اروپای شرقی نیز وجود داشتند که به دلیل توانایی‌شان در صحبت کردن به زبان‌های اوکراینی، روسی، لهستانی و دیگر زبان‌های مناطق اشغالی ارزشمند بودند. آنها تنها فرماندهان گروه شدند. مردان تراونیکی نقش عمده‌ای در عملیات راینهارد، طرح نازی‌ها برای نابودی یهودیان لهستانی و خارجی، داشتند. آنها در اردوگاه‌های مرگ خدمت کردند و نقش مهمی در نابودی خیزش گتوی ورشو (به گزارش استروپ مراجعه کنید) و خیزش گتوی بیاویستوک و دیگر شورش‌های گتوها ایفا کردند.

## انحلال اردوگاه، ۳ نوامبر ۱۹۴۳
در اواخر اکتبر، به تمام نیروی کار برده در اردوگاه مایدانک از جمله زندانیان یهودی اردوگاه تراونیکی دستور داده شد تا ساخت خندق‌هایی را آغاز کنند که به گورهای دسته‌جمعی تبدیل می‌شدند. اگرچه ظاهراً این خندق‌ها برای دفاع در برابر حملات هوایی بودند و شکل زیگزاگ آنها تا حدی به این دروغ اعتبار می‌بخشید، زندانیان هدف واقعی آنها را حدس زدند.
در ۳ نوامبر ۱۹۴۳ ساعت ۵:۰۰ روز ۳ نوامبر، زندانیان اردوگاه تراونیکی برای سرشماری فراخوانده شدند، جمع‌آوری شدند و به سمت اردوگاه آموزشی مردان تراونیکی راهپیمایی کردند، جایی که بلندگوها در کنار خندق‌ها موسیقی پخش می‌کردند. به قربانیان دستور داده شد لباس‌هایشان را درآورند و در توده‌هایی قرار دهند، سپس روی کسانی که قبلاً تیرباران شده بودند به صورت دمر دراز بکشند، و جلاد آنها را با شلیک به پشت گردن از پای درمی‌آورد. مردان قبل از زنان و کودکان تیرباران می‌شدند. تیراندازی از قبل به خوبی در جریان بود که زندانیان دوروخوچا در ساعت ۷:۰۰ با قطار رسیدند. پس از پر شدن خندق‌ها، برخی از یهودیان در یک گودال شنی در اردوگاه کار اعدام شدند. اعدام ۶,۰۰۰ یهودی به طور مداوم تا ساعت ۱۵:۰۰ (یا ۱۷:۰۰) ادامه داشت، و تنها تعداد کمی موفق به مخفی شدن و زنده ماندن شدند.

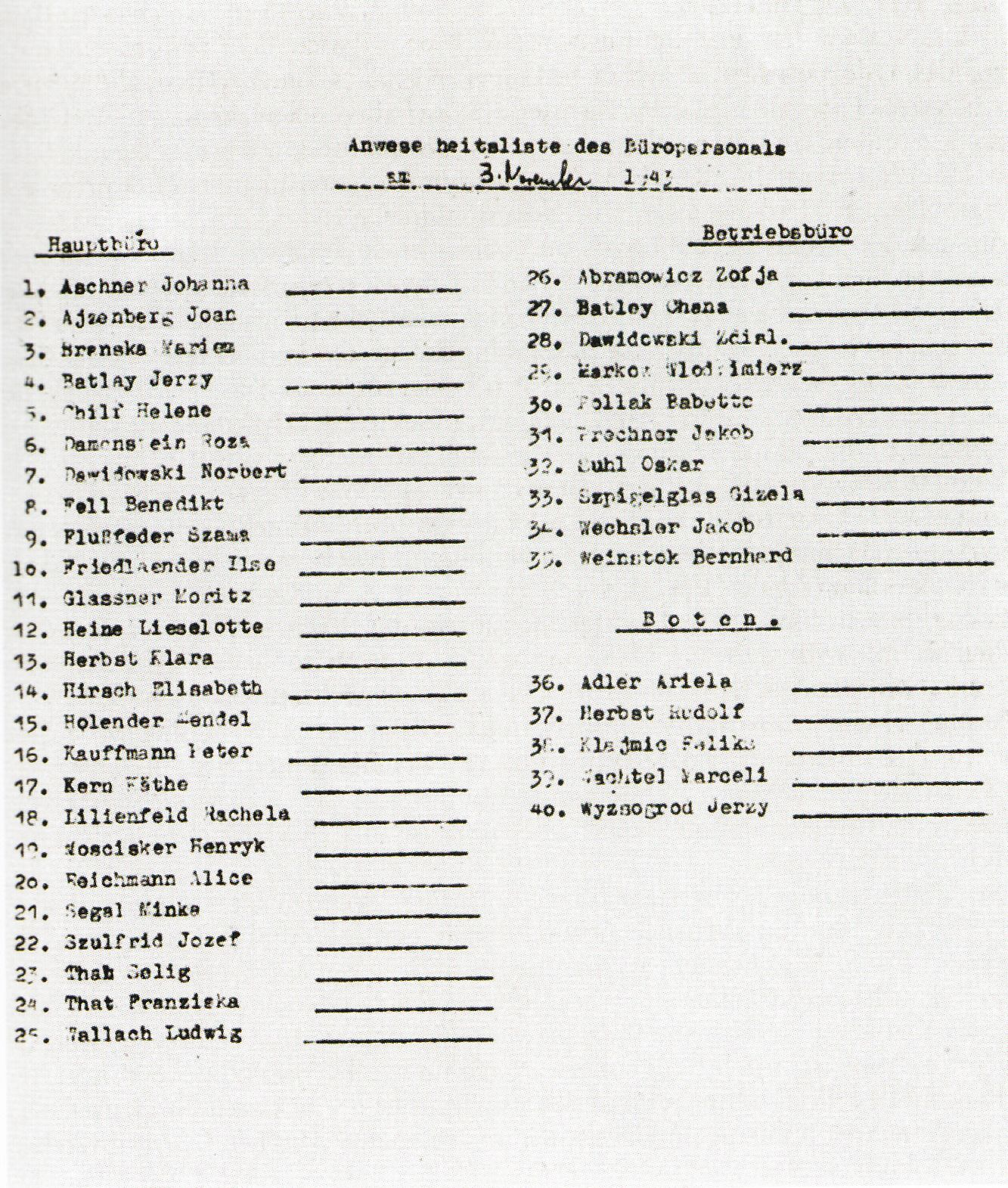
فهرست زندانیان یهودی که در دفتر اردوگاه تراونیکی کار می‌کردند. همه آنها در ۳ نوامبر به قتل رسیدند.

کشتارها که بعداً تصور می‌شد انتقامی برای شکست آلمان در استالینگراد بوده‌اند، توسط کریستیان ویرت برای ۳ نوامبر ۱۹۴۳ تحت نام رمز عملیات جشن برداشت، به طور همزمان در مایدانک، تراونیکی، پونیاتووا، بودزین، کراشنگک، پولاوی و زیراردوگاه‌های لیپووا تعیین شدند. اجساد یهودیانی که توسط مردان تراونیکی با کمک گردان ۱۰۱ در خندقها تیرباران شدند، بعداً توسط یک زوندرکماندو از میلیوو سوزانده شدند که پس از اتمام وظیفه‌شان در پایان سال ۱۹۴۳ در محل اعدام شدند. عملیات جشن برداشت با حدود ۴۳,۰۰۰ قربانی، بزرگترین کشتار یکجای آلمانی‌ها از یهودیان در کل جنگ بود. این تعداد از کشتار مشهور بیش از ۳۳,۰۰۰ یهودی در بابی یار در خارج از کیف، ۱۰,۰۰۰ نفر بیشتر بود.
اردوگاه آموزشی تراونیکی در ژوئیه ۱۹۴۴ به دلیل نزدیک شدن خط مقدم جبهه برچیده شد. آخرین ۱,۰۰۰ مردان تراونیکی که گردان اس‌اس اشتریبل را تشکیل می‌دادند و توسط خود کارل اشتریبل هدایت می‌شدند، به سمت غرب منتقل شدند تا در اردوگاه‌های مرگ که هنوز فعال بودند کار کنند. شوروی‌ها در ۲۳ ژوئیه ۱۹۴۴ وارد تأسیسات کاملاً خالی شدند. پس از جنگ، آنها صدها، احتمالاً تا هزار مردان تراونیکی را که به خانه در اتحاد جماهیر شوروی بازگشته بودند، دستگیر و محاکمه کردند. بیشتر آنها به گولاگ محکوم شدند و تحت عفو خروشچف در سال ۱۹۵۵ آزاد شدند.

## مراجع
- موزه یادبود هولوکاست ایالات متحده - تراونیکی
- بررسی عمیق اردوگاه تراونیکی، کارکنان تراونیکی، عکس‌ها. - همه چیز درباره تراونیکی